# Gouverneur général de Saint-Christophe-et-Niévès
Le gouverneur général de Saint-Christophe-et-Niévès (en anglais : Governor-General of Saint Kitts and Nevis) est le chef d'État de facto de Saint-Christophe-et-Niévès. Il représente le chef d'État de jure, le monarque de Saint-Christophe-et-Niévès.

## Liste
| Nom                    | Début             | Fin              | Nommé par    |
| ---------------------- | ----------------- | ---------------- | ------------ |
| Sir Clement Arrindell  | 19 septembre 1983 | 31 décembre 1995 | Élisabeth II |
| Sir Cuthbert Sebastian | 1er janvier 1996  | 2 janvier 2013   | Élisabeth II |
| Sir Edmund Lawrence    | 2 janvier 2013    | 19 mai 2015      | Élisabeth II |
| Sir Tapley Seaton      | 20 mai 2015       | 31 janvier 2023  | Élisabeth II |
| Dame Marcella Liburd   | 1er février 2023  | en cours         | Charles III  |